# Spanyol euróérmék
Spanyolország az eurozóna alapító tagja. A közös európai valuta 2002. január 1-jén váltotta fel a korábban használt pezetát. A spanyol kormányzat korábban pályázatot írt ki az érmék nemzeti oldalának megtervezésére, ennek eredményeként három jelképet választottak ki. Az 1 és 2 eurós érméket Luis José Diaz, a 10, 20 és 50 centes érméket Begoña Castellanos, míg a három legkisebb címletet Garcilaso Rollán tervezte.
| Címlet                  | Kép | Leírás |
| ----------------------- | --- | --- |
| 2 euró 1 euró           |     | I. János Károly spanyol király 1975-ben került trónra és fontos szerepet játszott Franco tábornok fasiszta diktatúrájának leépítésében, illetve Spanyolország Európához történő felzárkóztatásában. 2015-től VI. Fülöp spanyol király, korábban herceg, János Károly fia, akinek 2014-ben adta át a trónt. |
| 50 cent 20 cent 10 cent |     | Miguel de Cervantes (1547-1616) spanyol író, a világhírű Don Quijote de la Mancha – az elmés lovag című ironikus hangvitelű regény szerzője. |
| 5 cent 2 cent 1 cent    |     | A galíciai Santiago de Compostela városban található katedrálist Idősebb Szent Jakab vélt sírja fölé emelték. A templom a középkori Európa zarándokjainak egyik legfontosabb célpontja volt. |